# Thelazia callipaeda
Thelazia callipaeda, även kallad orientalisk ögonmask, är en parasit som tillhör stammen rundmaskar (Nematoda). Parasiten lever på och kring värddjurets ögon; under ögonlock, vid och i tårkörtlar och tårkanaler. Här utvecklas den till en vuxen mask och lägger ägg. T.callipeada har hittats hos människor, hund och katt och hos vilda djur som räv, varg och kanin. Masken sprids av små flugor inom familjen Daggflugor (Drosophilidae) som Phortica variegata i Europa och Phortica okadai i Kina.

## Historia
Idag finns det över 250 dokumenterade fall med T.callipeada hos människa. I huvudsak är det barn och äldre som lever under svåra ekonomiska omständigheter som drabbas. Masken finns ännu inte i Sverige men förekommer i allt fler länder i Europa som Tyskland, Italien, Frankrike, Spanien och Schweiz.

## Utseende
T. callipaeda är mellan 7,5 och 18,5 mm lång och 340 till 510 µm i diameter. Hanen är ofta mindre än honan. T. callipaeda kan särskiljas från andra arter med hjälp av en distinkt bukkapsel och hud med tvärgående ränder. Vuxna honor kan också identifieras via könsdelar framför förbindelse mellan matstrupen och tarm. Hanarna kan skiljas från honor med hjälp av fem par könspappiller.

## Livscykel och värdar
Flugorna livnär sig på sekret från ögonen på människor och djur och maskens larver förs över till flugan när den äter.
Flugan sväljer larverna som tar sig ut ur sin ägghinna och penetrerar tarmväggen hos flugan. De stannar i flugans cirkulationssystem i två dagar innan de invaderar flugans fetkropp eller testiklarna. Under 21 dagar utvecklas larven till L2- och L3-stadiet i dessa vävnader. Därefter migrerar de till hanflugans huvud och nästa gång flugan äter sekret från ett öga förs larverna över till den definitiva värden. Väl i ögat utvecklas larven inom en månad till stadium L4 innan den slutligen blir vuxen. Efter parning lägger den vuxna honan ägg som får utvecklas till larver i stadium 1 (L1) i tårkanalen på värddjuret. När nästa fluga kommer för att äta får den i sig larverna och livscykeln startar på nytt.
Förutom väl dokumenterade slutvärdar som människor, hundar och katter har masken även funnits hos vargar (Canis lupus), rödräv (Vulpes fulva), och kanin (Oryctolagus cuniculus). Djur som bär på masken har dokumenterats i Kina, Frankrike, Tyskland, Indien, Italien, Japan, Nederländerna, Schweiz, Kroatien och Thailand.
Två mellanvärdar i form av flugor tillhörande ordningen tvåvingar har identifierats: Phortica variegata i Europa och Phortica okadai i Kina. Dessa flugor livnär sig på tårvätska från människor och andra köttätare (karnivorer).

## Infektion
Symtom orsakade av T. callipaeda-infektion inkluderar konjunktivit, ökat tårflöde, sår eller ärrbildning på hornhinnan. Diagnos ställs genom att hitta vuxna maskar och/eller larver i ögat och kringliggande vävnader.
Infektion hos människa behandlas genom att plocka bort maskarna. För behandling av infekterade djur rekommenderas antiparasitära medel.